# Mario Perrotta
Mario Perrotta (né le 9 mars 1970 à Lecce) est un auteur, acteur et metteur en scène italien. On le rattache à la deuxième génération du théâtre-récit.

## Biographie
Diplômé de l’école Colli de Bologne, Mario Perrotta fonde en 1994 la Compagnia del Teatro dell'Argine (« Compagnie de l’Argine ») en collaboration avec Nicola Bonazzi et plusieurs jeunes diplômés. La volonté de la compagnie est de créer un théâtre ouvert et accessible, un théâtre qui soit un besoin de l’homme et à travers lequel celui-ci s’exprime et partage ses opinions.
S’inscrivant dans cette démarche, Mario Perrotta part à la recherche des histoires de son pays et se penche sur les histoires liées à l’émigration.
Mario Perrotta expérimente le théâtre depuis tout petit en travaillant avec son grand-père dans une compagnie de théâtre amateur. Il y apprend les rudiments du métier. À 18 ans, il déménage à Bologne pour étudier la Philosophie et y obtient son diplôme avec une thèse consacrée à l'esthétique de Pirandello. Durant ces mêmes années, il étudie le théâtre à Bologne (1990-1993) et en 1994, il crée avec des compagnons de cours la Compagnie du Teatro dell'Argine.
À partir de 1994, il entreprend avec les fondateurs du Teatro dell'Argine un parcours artistique qui continue encore aujourd'hui, axé sur la dramaturgie contemporaine et surtout sur l'écriture des textes que la compagnie met en scène.
Parallèlement à ce parcours, il développe des expériences plus classiques et occasionnelles avec Glauco Mauri et le metteur en scène Lorenzo Salveti pour lequel il interprète le rôle de Fabrizio dans La Locandiera de Goldoni et le rôle du Duc d'Orsino dans La douzième Nuit de Shakespeare.
De 1994 à 1997, il s'essaie à la mise en scène avec Utopolis cabaret (réécriture des comédies d'Aristophane restituées dans les années 1920 fascistes) et Billie Holiday madame chante le Jazz (un hommage en chansons à la vie et au parcours artistique de la grande interprète américaine).
En 2002, il dirige La Casina de Plaute traduit par Francesco Guccini en dialecte pavanese.
En 1998, avec Houdini, vie mort et miracle, écrit par Luca Barbuto et Andrea Paolucci pour le Teatro dell'Argine, il entame un parcours en solo en jetant les bases des deux spectacles qui le feront entrer parmi les représentants du nouveau théâtre italien. C'est dans ce spectacle qu'il expérimente le dire théâtral appelé théâtre-récit ou théâtre de narration.
Ce qui distingue Perrotta des autres représentants de ce courant est le fait qu'il maintiendra toujours la présence d'un personnage à qui il confie l'histoire, gardant donc un lien serré avec le jeu d'acteur. On ira jusqu'à le définir comme un narra-acteur.
C'est avec le projet Cincali, que son parcours va fortement évoluer. Centré sur l'émigration italienne d'après guerre, le projet est composé de deux spectacles: Italiani cincali!-première partie les mineurs en belgiques(2003) et La turnata - italiani cincali deuxième partie (2005) tous deux interprétés par Perrotta et écrits à 4 mains avec Nicola Bonazzi.
En 2006, il dirige avec Rossella Battisti la collection Teatro Incivile publiée par le quotidien l'Unità, offrant un panorama sur les meilleurs représentants du nouveau théâtre italien (Ascanio Celestini avec Fabbrica, Mario Perrotta avec Italiani Cincali première partie mineurs en Belgique, Emma Dante avec 'mPalermu, Davide Enia avec Maggio 43, Giuliana Musso avec Nati in casa et Armando Punzo avec I Pescecani ovvero quel che resta di Bertolt Brecht).
En décembre 2006, il entame Emigranti Express, un programme de 15 émissions radiophoniques diffusées sur Rai Radio 2. Il y raconte 15 nouvelles histoires de migrations. Ce projet naît de l'expérience même de Perrotta qui était confié par ses parents aux familles d'émigrants sur le trajet en train de Lecce à Milan. En octobre 2007, la transmission remporte le Jury Special Award de la TRT Compétition Radio internationale.
À l'été 2007, il présente trois étapes de travail sur L'Odyssée accompagné par Les Têtes de Bois. La recherche est basée sur un nouveau rapport entre texte et musique. La version définitive du spectacle débute en novembre 2007 avec Perrotta aux côtés des musiciens Mario Arcari et Maurizio Pellizzari. Avec ce spectacle, Perrotta sera finaliste comme meilleur acteur aux Prix UBU 2008 et recevra le prix Hystrio de la dramaturgie 2009 avec la motivation suivante: "Après Italiani Cincali et La Turnata, Perrotta a commencé une nouvelle phase de travail basée sur la ré-écriture, une relation fertile entre la dramaturgie, l'interprétation et la mise en scène. Son Odissea rénove la magie du poème homérique en le portant près de nous, dans une langue dense d'humeurs. L'auteur en scène devient acteur-orchestre, capable de se dédoubler en divers personnages et de créer une polyphonie de dialogues avec une musique évocatrice."
Le 20 mars 2008, il publie son premier livre Emigranti Express édité par Fandango Libri.
Le 13 septembre 2008, il reçoit le prix Citta del Diario, vaincu précédemment par Marco Paolini, Ascanio Celestini et Rita Borsellino. La motivation est la suivante: "Impliqué depuis des années dans une récupération de la mémoire de nos émigrés, Mario Perrotta réussit à reproduire l'exactitude des témoignages oraux en les transformant en un récit théâtral fascinant et en histoires qui ont un registre incontestablement narratif. Les témoignages dont il s'empare, insérées dans un contexte historique, fruit d'un minutieux travail de recherche, deviennent théâtre. Un théâtre qu'il est réducteur d'appeler "de narration", mais qui est plutôt un récit choral animé par plusieurs voix, authentiques et fantastiques, vraies et vraisemblables, à travers lesquelles se cache sa propre empreinte autobiographique."
En octobre 2009, il publie son deuxième livre Il paese dei diari édité par Terre di mezzo. Il s'y traite justement de l'histoire de ce lieu extraordinaire qu'est l'Archivio Dei diari de Pieve S. Stefano.

## Publications
- Italiani Cincali coécrit avec Nicola Bonazzi. Le projet prenant l’ampleur en Italie, les auteurs éditent avec le journal L'Unità une collection DvD Teatro Incivile, consacrée au théâtre contemporain italien.

On retrouve dans cette aventure les noms d’Ascanio Celestini, Giuliana Musso, Armando Punzo, Davide Enia, Emma Dante, etc. Vainqueur du prix Hystrio, finaliste du prix Ubu du meilleur texte italien en 2004, Italiani Cincali donne naissance à Emigranti Espress, une série radiophonique coproduite par radio due qui gagne le prix radio awards de la BBC en 2005 avant d'être publié. Italiani Cincali a été traduit en français par le comédien et traducteur belge Hervé Guerrisi.

## Sources
- (it) Cet article est partiellement ou en totalité issu de l’article de Wikipédia en italien intitulé « Mario Perrotta » (voir la liste des auteurs).